# Psychotria interstans
Psychotria interstans là một loài thực vật có hoa trong họ Thiến thảo. Loài này được Domin miêu tả khoa học đầu tiên năm 1929.